# Stenoplax sonorana
Stenoplax sonorana är en blötdjursart som beskrevs av Berry 1956. Stenoplax sonorana ingår i släktet Stenoplax och familjen Ischnochitonidae. Inga underarter finns listade i Catalogue of Life.